# Vorstendom Palts-Veldenz

Het vorstendom Palts-Veldenz na de verdeling van 1592 onder de vier zonen van George Johan I.
Palts-Veldenz
Palts-Lützelstein
Palts-Guttenberg

Het vorstendom Palts-Veldenz (Duits: Fürstentum Pfalz-Veldenz) was een wereldlijk Rijksvorstendom in het Heilige Roomse Rijk. Het werd geregeerd door het Huis Palts-Veldenz, een zijtak van het Huis Wittelsbach. De hofhouding was gevestigd in Lützelstein en Lauterecken.
Het grondgebied van Palts-Veldenz bestond uit verspreid van elkaar liggende gebieden in de Palts en het noorden van de Elzas. Oorspronkelijk bestond het vorstendom uit Veldenz aan de Moezel, Lauterecken en Jettenbach aan de Glan. In 1566 werd het vorstendom uitgebreid met het graafschap Lützelstein en de helft van de heerlijkheid Guttenberg. Binnen het Heilige Roomse Rijk was het vorstendom ingedeeld bij de Boven-Rijnse Kreits.
Palts-Veldenz ontstond in 1543 toen hertog Wolfgang van Palts-Zweibrücken een deel van zijn gebieden afstond aan zijn oom Ruprecht. Onder Ruprechts opvolger George Johan I werd het grondgebied sterk vergroot en kreeg het vorstendom een eigen zetel op de Rijksdag. Na de dood van George Johan I in 1592 verdeelden zijn vier zoons het vorstendom onder elkaar. In 1654 werd Palts-Veldenz weer verenigd, maar in 1694 stierf het vorstenhuis in mannelijke lijn uit. Na een langdurige juridische strijd werd de erfenis verdeeld tussen de Palts, Palts-Zweibrücken en Palts-Sulzbach.

## Geschiedenis
Volgens de overlevering schonk koning Childebert II in 575 en 588 aan het bisdom Verdun bezittingen op deze plaats om wijn te kunnen verbouwen. Een lid van de familie der Emichonen bouwde hier omstreeks 1085 de burcht Veldenz en zijn nakomelingen noemden zich sinds 1115 graaf van Veldenz. Na het uitsterven van de Emichonen in 1260 viel het graafschap aan Hendrik van Geroldseck en zijn nakomelingen, die zich ook graaf van Veldenz noemden. De leenband met het bisdom Verdun verzwakte vanaf de dertiende eeuw. De graven waren daardoor in staat een landsheerschappij op te bouwen ondanks het ontbreken van het halsgerecht. In 1444 stierf het huis Veldenz met graaf Frederik uit. Ten gevolge van het huwelijk van zijn dochter Anna met Stefan van Palts-Simmern-Zweibrücken kwam het aan deze familie, ondanks pogingen van Verdun om het leen in te trekken.
Na de dood van Stephan van Palts-Simmern werden zijn landen verdeeld onder zijn twee zoons. Het graafschap Veldenz kwam daarbij aan Lodewijk van Palts-Zweibrücken. In 1543 droeg de jonge Wolfgang van Palts-Zweibrücken het graafschap Veldenz over aan paltsgraaf Ruprecht, zijn oom en voormalige voogd. Daarmee begint de geschiedenis van het vorstendom Palts-Veldenz dat tot 1694 heeft bestaan. In 1566 werd van Palts-Zweibrücken het graafschap Lützelstein in de Vogezen verkregen. In 1584 volgde de aankoop van de heerlijkheid Ban de la Roche van de familie Rathsamhausen. Van 1592 tot 1654 regeerde in Lützelstein Johan Georg, een jongere broer van Georg Gustaaf van Palts-Veldenz.
In 1680 eiste de koning van Frankrijk als rechtsopvolger van de prins-bisschop van Verdun de leenhulde voor het graafschap. Toen deze wordt geweigerd, liet de koning de burcht Veldenz op 6 juli 1680 bestormen en vervolgens vrijwel volledig verwoesten.
Pas in 1697 met de Vrede van Rijswijk werd het gebied door Frankrijk afgestaan. Het graafschap Lützelstein met Ban de la Roche bleef echter onder de soevereiniteit van Frankrijk. Tot 1790 bleef dit graafschap wel in bezit van Palts-Birkenfeld.
Inmiddels was de tak Palts-Veldenz in 1694 uitgestorven. Er ontstond een lange erfstrijd tussen het keurvorstendom van de Palts, Palts-Sulzbach en Palts-Bischweiler (Palts-Birkenfeld). Pas in 1733 kwam het tot een vergelijk. De gebieden werden als volgt verdeeld waarbij de ambten Veldenz en Lauterecken aan het keurvorstendom kwamen, een helft van het graafschap Lützelstein kwam aan Palts-Sulzbach en de andere helft van het graafschap Lützelstein en het aandeel in de heerlijkheid Guttenberg kwamen aan Palts-Birkenfeld.
Het graafschap Veldenz volgde verder de geschiedenis van het keurvorstendom Palts en na 1777 die van het keurvorstendom Beieren. In 1797 werd het graafschap ingelijfd bij Frankrijk. In 1815 wees het Congres van Wenen het voormalige ambt Veldenz toe aan het koninkrijk Pruisen en het voormalige ambt Lauterecken aan het koninkrijk Beieren.

## Bezit
- de ambten Veldenz en Lauterecken
- het klooster Remigiusberg
- het graafschap Lützelstein (sinds 1566)
- de halve heerlijkheid Guttenberg (sinds 1559)
- de heerlijkheid Ban de la Roche (sinds 1584)

## Vorsten
| Palts-Veldenz               |                             |                            |                            |                                               |                                               |
| 1543–1544: Ruprecht         |                             |                            |                            |                                               |                                               |
| 1544–1592: George Johan I   |                             |                            |                            |                                               |                                               |
| Palts-Veldenz               | Palts-Veldenz               | Palts-Lützelstein          | Palts-Lützelstein          | Palts-Guttenberg                              | Palts-Guttenberg                              |
| 1592–1634: George Gustaaf   | 1592–1634: George Gustaaf   | 1592–1611: Johan August    | 1592–1611: Johan August    | 1592–1601: Lodewijk Filips en George Johan II | 1592–1601: Lodewijk Filips en George Johan II |
| 1634–1694: Leopold Lodewijk | 1634–1694: Leopold Lodewijk | 1611–1654: George Johan II | 1611–1654: George Johan II | 1601–1654: George Johan II                    | 1601–1654: George Johan II                    |